# قاميشله (خورخوره سقز)
قرية قاميشله (بالكردية: قامیشەڵە) هي إحدى القرى التابعة لـخورخوره في ريف قسم زيويه من مقاطعة سقز، في محافظة كردستان الإيرانية.

## السكان
حسب إحصاءات سنة 2006، بلغ إجمالي السكان في قاميشله 142 نسمة وعدد المساكن 24 مسكن. لغة سكان قاميشله هي اللغة الكردية و هم من أهل السنة والجماعة والمذهب الشافعي.